# Solenice
Solenice (en allemand : Schönberg) est une commune du district de Příbram, dans la région de Bohême-Centrale, en République tchèque. Sa population s'élevait à 385 habitants en 2020.

## Géographie
Solenice est arrosée par la Vltava et se trouve à 6 km à l'ouest-nord-ouest de Krásná Hora nad Vltavou, à 15,5 km au sud-est de Příbram et à 55 km au sud-sud-ouest de Prague.
La commune est limitée par Dolní Hbity au nord, par Zduchovice à l'est, par Milešov et Bohostice au sud, et par Smolotely à l'ouest.

## Histoire
La première mention écrite de la localité date de 1430.

## Administration
La commune se compose de trois quartiers :
- Dolní Líšnice
- Solenice
- Větrov

## Transports
Par la route, Solenice se trouve à 12 km de Krásná Hora nad Vltavou, à 19 km de Příbram et à 71 km de Prague.